# لاورو آمادو
لاورو آمادو (انگلیسی: Lauro Amadò؛ ۳ مارس ۱۹۱۲ – ۶ ژوئن ۱۹۷۱) بازیکن فوتبال اهل سوئیس بود.
از باشگاه‌هایی که در آن بازی کرده‌است می‌توان به باشگاه فوتبال سروت ۱۸۹۰، باشگاه فوتبال لوگانو، و باشگاه فوتبال گراس‌هاپر زوریخ اشاره کرد.
وی همچنین در تیم ملی فوتبال سوئیس بازی کرده‌است.